# The Regeneration of Jim Halsey
Pour les articles homonymes, voir Régénération (homonymie).
The Regeneration of Jim Halsey est un film muet américain réalisé par Colin Campbell et sorti en 1916.

## Fiche technique
- Réalisation : Colin Campbell
- Scénario : Colin Campbell, d'après son histoire
- Date de sortie : États-Unis : 13 mars 1916

## Distribution
- Bessie Eyton
- William Hutchinson
- Virginia Kirtley
- Richard Morris
- Guy Oliver
- Tom Santschi